# Tour de la communauté de Madrid 2015
La 28e édition du Tour de la communauté de Madrid a eu lieu du 9 au 10 mai 2015. La course fait partie du calendrier UCI Europe Tour 2015 en catégorie 2.1.
Elle a été remportée par le Russe Evgeny Shalunov (Lokosphinx), vainqueur de la première étape, qui s'impose respectivement de 22 et 35 secondes devant les Espagnols Diego Rubio (Efapel) et Alberto Gallego (Rádio Popular-Boavista).
Shalunov gagne également le classement de la régularité tandis que l'Espagnol Eduard Prades (Caja Rural-Seguros RGA) s'adjuge celui de la montagne. Le Portugais Hugo Sabido (Louletano-Ray Just Energy) gagne quant à lui le classement des Metas Volantes et le Russe Alexey Rybalkin (Lokosphinx) celui du meilleur jeune. De plus la formation Russe Lokosphinx termine meilleure équipe.

## Présentation

### Équipes
Classé en catégorie 2.1 de l'UCI Europe Tour, le Tour de la communauté de Madrid est par conséquent ouvert aux WorldTeams dans la limite de 50 % des équipes participantes, aux équipes continentales professionnelles, aux équipes continentales et aux équipes nationales.
Onze équipes participent à ce Tour de la communauté de Madrid - une WorldTeam, une équipe continentale professionnelle et neuf équipes continentales :
| UCI WorldTeam   | UCI WorldTeam | UCI WorldTeam |
| Nom de l'équipe | Pays          | Code          |
| --------------- | ------------- | ------------- |
| Movistar        | Espagne       | MOV           |

| Équipe continentale professionnelle | Équipe continentale professionnelle | Équipe continentale professionnelle |
| Nom de l'équipe                     | Pays                                | Code                                |
| ----------------------------------- | ----------------------------------- | ----------------------------------- |
| Caja Rural-Seguros RGA              | Espagne                             | CJR                                 |

| Équipes continentales     | Équipes continentales  | Équipes continentales |
| Nom de l'équipe           | Pays                   | Code                  |
| ------------------------- | ---------------------- | --------------------- |
| Burgos BH                 | Espagne                | BUR                   |
| Efapel                    | Portugal               | EFP                   |
| Inteja-MMR Dominican      | République dominicaine | DCT                   |
| LA Alumínios-Antarte      | Portugal               | LAA                   |
| Lokosphinx                | Russie                 | LOK                   |
| Louletano-Ray Just Energy | Portugal               | LRJ                   |
| Murias Taldea             | Espagne                | MUR                   |
| Rádio Popular-Boavista    | Portugal               | RPB                   |
| W52-Quinta da Lixa        | Portugal               | W52                   |

## Étapes
| Étape     | Date   | Villes étapes                               |                           | Distance (km) | Vainqueur d’étape | Leader du classement général |
| --------- | ------ | ------------------------------------------- | ------------------------- | ------------- | ----------------- | ---------------------------- |
| 1re étape | 9 mai  | Colmenar Viejo - Puerto de la Morcuera (es) | Étape de moyenne montagne | 200           | Evgeny Shalunov   | Evgeny Shalunov              |
| 2e étape  | 10 mai | Madrid - Madrid                             | Étape de plaine           | 96            | Carlos Barbero    | Evgeny Shalunov              |

## Déroulement de la course

### 1reétape
| Classement de l'étape | Classement de l'étape | Classement de l'étape | Classement de l'étape     | Classement de l'étape |
|                       | Coureur               | Pays                  | Équipe                    | Temps                 |
| --------------------- | --------------------- | --------------------- | ------------------------- | --------------------- |
| 1er                   | Evgeny Shalunov       | Russie                | Lokosphinx                | en 4 h 58 min 19 s    |
| 2e                    | Diego Rubio           | Espagne               | Efapel                    | + 22 s                |
| 3e                    | Alberto Gallego       | Espagne               | Rádio Popular-Boavista    | + 35 s                |
| 4e                    | Amets Txurruka        | Espagne               | Caja Rural-Seguros RGA    | + 1 min 2 s           |
| 5e                    | Marcos García         | Espagne               | Louletano-Ray Just Energy | + 1 min 2 s           |
| 6e                    | Javier Moreno         | Espagne               | Movistar                  | + 1 min 2 s           |
| 7e                    | Pablo Torres          | Espagne               | Burgos BH                 | + 1 min 2 s           |
| 8e                    | Delio Fernández       | Espagne               | W52-Quinta da Lixa        | + 1 min 2 s           |
| 9e                    | David Arroyo          | Espagne               | Caja Rural-Seguros RGA    | + 1 min 2 s           |
| 10e                   | Joni Brandão          | Portugal              | Efapel                    | + 1 min 2 s           |
| modifier              |                       |                       |                           |                       |

| Classement général | Classement général | Classement général | Classement général        | Classement général |
|                    | Coureur            | Pays               | Équipe                    | Temps              |
| ------------------ | ------------------ | ------------------ | ------------------------- | ------------------ |
| 1er                | Evgeny Shalunov    | Russie             | Lokosphinx                | en 4 h 58 min 19 s |
| 2e                 | Diego Rubio        | Espagne            | Efapel                    | + 22 s             |
| 3e                 | Alberto Gallego    | Espagne            | Rádio Popular-Boavista    | + 35 s             |
| 4e                 | Amets Txurruka     | Espagne            | Caja Rural-Seguros RGA    | + 1 min 2 s        |
| 5e                 | Marcos García      | Espagne            | Louletano-Ray Just Energy | + 1 min 2 s        |
| 6e                 | Javier Moreno      | Espagne            | Movistar                  | + 1 min 2 s        |
| 7e                 | Pablo Torres       | Espagne            | Burgos BH                 | + 1 min 2 s        |
| 8e                 | Delio Fernández    | Espagne            | W52-Quinta da Lixa        | + 1 min 2 s        |
| 9e                 | David Arroyo       | Espagne            | Caja Rural-Seguros RGA    | + 1 min 2 s        |
| 10e                | Joni Brandão       | Portugal           | Efapel                    | + 1 min 2 s        |
| modifier           |                    |                    |                           |                    |

### 2eétape
| Classement de l'étape | Classement de l'étape | Classement de l'étape | Classement de l'étape  | Classement de l'étape |
|                       | Coureur               | Pays                  | Équipe                 | Temps                 |
| --------------------- | --------------------- | --------------------- | ---------------------- | --------------------- |
| 1er                   | Carlos Barbero        | Espagne               | Caja Rural-Seguros RGA | en 2 h 11 min 4 s     |
| 2e                    | Enrique Sanz          | Espagne               | Movistar               | m.t                   |
| 3e                    | Adrián González       | Espagne               | Murias Taldea          | m.t                   |
| 4e                    | Samuel Caldeira       | Portugal              | W52-Quinta da Lixa     | m.t                   |
| 5e                    | Imanol Estévez        | Espagne               | Murias Taldea          | m.t                   |
| 6e                    | Eduard Prades         | Espagne               | Caja Rural-Seguros RGA | m.t                   |
| 7e                    | Amets Txurruka        | Espagne               | Caja Rural-Seguros RGA | m.t                   |
| 8e                    | Juan Ignacio Pérez    | Espagne               | W52-Quinta da Lixa     | m.t                   |
| 9e                    | Pablo Torres          | Espagne               | Burgos BH              | m.t                   |
| 10e                   | Filipe Cardoso        | Portugal              | Efapel                 | m.t                   |
| modifier              |                       |                       |                        |                       |

## Classements finals

### Classement général final
| Classement général final | Classement général final | Classement général final | Classement général final  | Classement général final |
|                          | Coureur                  | Pays                     | Équipe                    | Temps                    |
| ------------------------ | ------------------------ | ------------------------ | ------------------------- | ------------------------ |
| 1er                      | Evgeny Shalunov          | Russie                   | Lokosphinx                | en 7 h 9 min 23 s        |
| 2e                       | Diego Rubio              | Espagne                  | Efapel                    | + 22 s                   |
| 3e                       | Alberto Gallego          | Espagne                  | Rádio Popular-Boavista    | + 35 s                   |
| 4e                       | Amets Txurruka           | Espagne                  | Caja Rural-Seguros RGA    | + 1 min 2 s              |
| 5e                       | Pablo Torres             | Espagne                  | Burgos BH                 | + 1 min 2 s              |
| 6e                       | Javier Moreno            | Espagne                  | Movistar                  | + 1 min 2 s              |
| 7e                       | Marcos García            | Espagne                  | Louletano-Ray Just Energy | + 1 min 2 s              |
| 8e                       | Joni Brandão             | Portugal                 | Efapel                    | + 1 min 2 s              |
| 9e                       | David Arroyo             | Espagne                  | Caja Rural-Seguros RGA    | + 1 min 2 s              |
| 10e                      | Dmitriy Sokolov          | Russie                   | Lokosphinx                | + 1 min 5 s              |
| modifier                 |                          |                          |                           |                          |

### Classements annexes
| Classement de la régularité | Classement de la régularité | Classement de la régularité | Classement de la régularité | Classement de la régularité |
| --------------------------- | --------------------------- | --------------------------- | --------------------------- | --------------------------- |
|                             | Coureur                     | Pays                        | Équipe                      | Point(s)                    |
| 1er                         | Evgeny Shalunov             | Russie                      | Lokosphinx                  | 25 points                   |
| 2e                          | Carlos Barbero              | Espagne                     | Caja Rural-Seguros RGA      | 25 pts                      |
| 3e                          | Amets Txurruka              | Espagne                     | Caja Rural-Seguros RGA      | 23 pts                      |
| modifier                    |                             |                             |                             |                             |

| Classement de la montagne | Classement de la montagne | Classement de la montagne | Classement de la montagne | Classement de la montagne |
| ------------------------- | ------------------------- | ------------------------- | ------------------------- | ------------------------- |
|                           | Coureur                   | Pays                      | Équipe                    | Point(s)                  |
| 1er                       | Eduard Prades             | Espagne                   | Caja Rural-Seguros RGA    | 19 points                 |
| 2e                        | Evgeny Shalunov           | Russie                    | Lokosphinx                | 15 pts                    |
| 3e                        | Diego Rubio               | Espagne                   | Efapel                    | 10 pts                    |
| modifier                  |                           |                           |                           |                           |

| Classement des Metas Volantes | Classement des Metas Volantes | Classement des Metas Volantes | Classement des Metas Volantes | Classement des Metas Volantes |
| ----------------------------- | ----------------------------- | ----------------------------- | ----------------------------- | ----------------------------- |
|                               | Coureur                       | Pays                          | Équipe                        | Point(s)                      |
| 1er                           | Hugo Sabido                   | Portugal                      | Louletano-Ray Just Energy     | 8 points                      |
| 2e                            | Winner Anacona                | Colombie                      | Movistar                      | 3 pts                         |
| 3e                            | Marc Soler                    | Espagne                       | Movistar                      | 3 pts                         |
| modifier                      |                               |                               |                               |                               |

| Classement du meilleur jeune | Classement du meilleur jeune | Classement du meilleur jeune | Classement du meilleur jeune | Classement du meilleur jeune |
|                              | Coureur                      | Pays                         | Équipe                       | Temps                        |
| ---------------------------- | ---------------------------- | ---------------------------- | ---------------------------- | ---------------------------- |
| 1er                          | Alexey Rybalkin              | Russie                       | Lokosphinx                   | en 7 h 11 min 16 s           |
| 2e                           | Nuno Bico                    | Portugal                     | Rádio Popular-Boavista       | + 4 s                        |
| 3e                           | Sergey Vdovin                | Russie                       | Lokosphinx                   | + 8 min 34 s                 |
| modifier                     |                              |                              |                              |                              |

| \| Classement par équipes[2] \| Classement par équipes[2] \| Classement par équipes[2] \| Classement par équipes[2] \| \| \| Équipe \| Pays \| Temps \| \| ------------------------- \| ------------------------- \| ------------------------- \| ------------------------- \| \| 1re \| Lokosphinx \| Russie \| en 21 h 30 min 53 s \| \| 2e \| Efapel \| Portugal \| + 4 s \| \| 3e \| Caja Rural-Seguros RGA \| Espagne \| + 1 min 17 s \| \| modifier \| \| \| \| |                        |          |                     |
| Classement par équipes |                        |          |                     |
| | Équipe                 | Pays     | Temps               |
| 1re | Lokosphinx             | Russie   | en 21 h 30 min 53 s |
| 2e | Efapel                 | Portugal | + 4 s               |
| 3e | Caja Rural-Seguros RGA | Espagne  | + 1 min 17 s        |
| modifier |                        |          |                     |

### UCI Europe Tour
Ce Tour de la communauté de Madrid attribue des points pour l'UCI Europe Tour 2015, par équipes seulement aux coureurs des équipes continentales professionnelles et continentales, individuellement à tous les coureurs sauf ceux faisant partie d'une équipe ayant un label WorldTeam.
| Position,          | 1er | 2e | 3e | 4e | 5e | 6e | 7e | 8e | 9e | 10e | 11e | 12e |
| Classement général | 80  | 56 | 32 | 24 | 20 | 16 | 12 | 8  | 7  | 6   | 5   | 3   |
| Par étape          | 16  | 11 | 6  | 5  | 4  | 2  |    |    |    |     |     |     |
| Leader, par étape  | 8   |    |    |    |    |    |    |    |    |     |     |     |

| Cycliste         | Équipe                    | Général | Étape | Leader | Total |
| ---------------- | ------------------------- | ------- | ----- | ------ | ----- |
| Evgeny Shalunov  | Lokosphinx                | 80      | 16    | 8      | 104   |
| Diego Rubio      | Efapel                    | 56      | 11    | -      | 67    |
| Alberto Gallego  | Rádio Popular-Boavista    | 32      | 6     | -      | 38    |
| Amets Txurruka   | Caja Rural-Seguros RGA    | 24      | 5     | -      | 29    |
| Pablo Torres     | Burgos BH                 | 20      | -     | -      | 20    |
| Carlos Barbero   | Caja Rural-Seguros RGA    | -       | 16    | -      | 16    |
| Marcos García    | Louletano-Ray Just Energy | 12      | 4     | -      | 16    |
| Joni Brandão     | Efapel                    | 8       | -     | -      | 8     |
| David Arroyo     | Caja Rural-Seguros RGA    | 7       | -     | -      | 7     |
| Adrián González  | Murias Taldea             | -       | 6     | -      | 6     |
| Dmitriy Sokolov  | Lokosphinx                | 6       | -     | -      | 6     |
| Samuel Caldeira  | W52-Quinta da Lixa        | -       | 5     | -      | 5     |
| Alejandro Marque | Efapel                    | 5       | -     | -      | 5     |
| Imanol Estévez   | Murias Taldea             | -       | 4     | -      | 4     |
| Sergey Shilov    | Lokosphinx                | 3       | -     | -      | 3     |
| Eduard Prades    | Caja Rural-Seguros RGA    | -       | 2     | -      | 2     |

## Évolution des classements
| Étape              | Vainqueur          | Classement général | Classement de la régularité | Classement de la montagne | Classement des Metas Volantes | Classement du meilleur jeune | Classement par équipes |
| ------------------ | ------------------ | ------------------ | --------------------------- | ------------------------- | ----------------------------- | ---------------------------- | ---------------------- |
| 1                  | Evgeny Shalunov    | Evgeny Shalunov    | Evgeny Shalunov             | Eduard Prades             | Hugo Sabido                   | Alexey Rybalkin              | Lokosphinx             |
| 2                  | Carlos Barbero     | Evgeny Shalunov    | Evgeny Shalunov             | Eduard Prades             | Hugo Sabido                   | Alexey Rybalkin              | Lokosphinx             |
| Classements finals | Classements finals | Evgeny Shalunov    | Evgeny Shalunov             | Eduard Prades             | Hugo Sabido                   | Alexey Rybalkin              | Lokosphinx             |

## Liste des participants
- Liste de départ complète

| Légende                             | Légende                                                                                                  | Légende                                 | Légende                                                                                         |
| ----------------------------------- | --- | --------------------------------------- | ----------------------------------------------------------------------------------------------- |
| Num                                 | Dossard de départ porté par le coureur sur ce Tour de la communauté de Madrid                            | Pos                                     | Position finale au classement général                                                           |
| Leader du classement général        | Indique le vainqueur du classement général                                                               | Leader du classement de la régularité   | Indique le vainqueur du classement de la régularité                                             |
| Leader du classement de la montagne | Indique le vainqueur du classement de la montagne                                                        | Leader du classement des Metas Volantes | Indique le vainqueur du classement des Metas volantes                                           |
|                                     | Indique un maillot de champion national ou mondial, suivi de sa spécialité                               | #                                       | Indique la meilleure équipe                                                                     |
| NP                                  | Indique un coureur qui n'a pas pris le départ d'une étape, suivi du numéro de l'étape où il s'est retiré | AB                                      | Indique un coureur qui n'a pas terminé une étape, suivi du numéro de l'étape où il s'est retiré |
| HD                                  | Indique un coureur qui a terminé une étape hors des délais, suivi du numéro de l'étape                   |                                         |                                                                                                 |

| Movistar MOV          | Movistar MOV            | Movistar MOV |
| --------------------- | ----------------------- | ------------ |
| Num                   | Coureur                 | Pos          |
| 1                     | Alex Dowsett (GBR)      | AB-1         |
| 2                     | Winner Anacona (COL)    | 25e          |
| 3                     | John Gadret (FRA)       | 20e          |
| 4                     | Enrique Sanz (ESP)      | 48e          |
| 5                     | Marc Soler (ESP)        | 44e          |
| 6                     | Jasha Sütterlin (GER)   | 28e          |
| 7                     | Francisco Ventoso (ESP) | 43e          |
| 8                     | Javier Moreno (ESP)     | 6e           |
| Directeur sportif : ? |                         |              |

| Caja Rural-Seguros RGA CJR | Caja Rural-Seguros RGA CJR | Caja Rural-Seguros RGA CJR |
| -------------------------- | -------------------------- | -------------------------- |
| Num                        | Coureur                    | Pos                        |
| 11                         | David Arroyo (ESP)         | 9e                         |
| 12                         | Antonio Molina (ESP)       | 42e                        |
| 13                         | Amets Txurruka (ESP)       | 4e                         |
| 14                         | Hugh Carthy (GBR)          | AB-1                       |
| 15                         | Peio Bilbao (ESP)          | NP-1                       |
| 16                         | Eduard Prades (ESP)        | 21e                        |
| 17                         | Ricardo Vilela (POR)       | 24e                        |
| 18                         | Carlos Barbero (ESP)       | 16e                        |
| Directeur sportif : ?      |                            |                            |

| Burgos BH BUR         | Burgos BH BUR             | Burgos BH BUR |
| --------------------- | ------------------------- | ------------- |
| Num                   | Coureur                   | Pos           |
| 21                    | Sebastián Mascaro (ESP)   | 67e           |
| 22                    | Víctor Martín (ESP)       | 55e           |
| 23                    | Jesús del Pino (ESP)      | 35e           |
| 24                    | Darío Hernández (ESP)     | 63e           |
| 25                    | Arnau Solé (ESP)          | 53e           |
| 26                    | Pablo Torres (ESP)        | 5e            |
| 27                    | Igor Merino (ESP)         | 23e           |
| 28                    | Juan Carlos Riutort (ESP) | AB-1          |
| Directeur sportif : ? |                           |               |

| Murias Taldea MUR     | Murias Taldea MUR       | Murias Taldea MUR |
| --------------------- | ----------------------- | ----------------- |
| Num                   | Coureur                 | Pos               |
| 31                    | Aritz Bagües (ESP)      | 33e               |
| 32                    | Garikoitz Bravo (ESP)   | 14e               |
| 33                    | Mikel Bizkarra (ESP)    | 37e               |
| 34                    | Imanol Estévez (ESP)    | 31e               |
| 35                    | Haritz Orbe (ESP)       | 58e               |
| 36                    | Adrián González (ESP)   | 46e               |
| 37                    | Ander Barrenetxea (ESP) | 62e               |
| 38                    | Beñat Txoperena (ESP)   | 36e               |
| Directeur sportif : ? |                         |                   |

| W52-Quinta da Lixa W52 | W52-Quinta da Lixa W52     | W52-Quinta da Lixa W52 |
| ---------------------- | -------------------------- | ---------------------- |
| Num                    | Coureur                    | Pos                    |
| 41                     | Delio Fernández (ESP)      | AB-2                   |
| 42                     | Joaquim Silva (POR)        | 18e                    |
| 43                     | Gustavo César Veloso (ESP) | AB-2                   |
| 44                     | Rui Vinhas (POR)           | 66e                    |
| 45                     | Heldér Oliveira (POR)      | AB-1                   |
| 46                     | Raúl Alarcón (ESP)         | 52e                    |
| 47                     | Samuel Caldeira (POR)      | 26e                    |
| 48                     | Juan Ignacio Pérez (ESP)   | 32e                    |
| Directeur sportif : ?  |                            |                        |

| Rádio Popular-Boavista RPB | Rádio Popular-Boavista RPB | Rádio Popular-Boavista RPB |
| -------------------------- | -------------------------- | -------------------------- |
| Num                        | Coureur                    | Pos                        |
| 51                         | Daniel Silva (POR)         | 17e                        |
| 52                         | Célio Sousa (POR)          | 38e                        |
| 53                         | Nuno Bico (POR)            | 19e                        |
| 54                         | Ricardo Ferreira (POR)     | 30e                        |
| 55                         | Alberto Gallego (ESP)      | 3e                         |
| 56                         | Samuel Magalhães (POR)     | 69e                        |
| 57                         | Virgilio dos Santos (POR)  | 39e                        |
| 58                         | Rui Sousa (POR)            | 49e                        |
| Directeur sportif : ?      |                            |                            |

| LA Alumínios-Antarte LAA | LA Alumínios-Antarte LAA | LA Alumínios-Antarte LAA |
| ------------------------ | ------------------------ | ------------------------ |
| Num                      | Coureur                  | Pos                      |
| 61                       | Luís Afonso (POR)        | 70e                      |
| 62                       | Amaro Antunes (POR)      | 13e                      |
| 63                       | Hernâni Brôco (POR)      | 34e                      |
| 64                       | Hugo Vaz (POR)           | AB-1                     |
| 65                       | Leonel Coutinho (POR)    | AB-1                     |
| 66                       | Hugo Sancho (POR)        | 40e                      |
| 67                       | Bruno Silva (POR)        | 51e                      |
| 68                       | Nuno Meireles (POR)      | 71e                      |
| Directeur sportif : ?    |                          |                          |

| Louletano-Ray Just Energy LRJ | Louletano-Ray Just Energy LRJ  | Louletano-Ray Just Energy LRJ |
| ----------------------------- | ------------------------------ | ----------------------------- |
| Num                           | Coureur                        | Pos                           |
| 71                            | Vicente García de Mateos (ESP) | 27e                           |
| 72                            | Marcos García (ESP)            | 7e                            |
| 73                            | José de Segovia (ESP)          | 57e                           |
| 74                            | Sandro Pinto (POR)             | 22e                           |
| 75                            | João Benta (POR)               | 56e                           |
| 76                            | Micael Isidoro (POR)           | 41e                           |
| 77                            | André Evangelista (POR)        | AB-1                          |
| 78                            | Hugo Sabido (POR)              | 59e                           |
| Directeur sportif : ?         |                                |                               |

| Efapel EFP            | Efapel EFP                | Efapel EFP |
| --------------------- | ------------------------- | ---------- |
| Num                   | Coureur                   | Pos        |
| 81                    | Alejandro Marque (ESP)    | 11e        |
| 82                    | David de la Fuente (ESP)  | 50e        |
| 83                    | Diego Rubio (ESP)         | 2e         |
| 84                    | Hélder Ferreira (POR)     | 60e        |
| 85                    | Filipe Cardoso (POR)      | 47e        |
| 86                    | Joni Brandão (POR)        | 8e         |
| 87                    | Arkaitz Durán (ESP)       | 61e        |
| 88                    | Óscar González Brea (ESP) | AB-1       |
| Directeur sportif : ? |                           |            |

| Lokosphinx # LOK      | Lokosphinx # LOK        | Lokosphinx # LOK |
| --------------------- | ----------------------- | ---------------- |
| Num                   | Coureur                 | Pos              |
| 91                    | Evgeny Shalunov (RUS)   | 1er              |
| 92                    | Alexander Vdovin (RUS)  | 64e              |
| 93                    | Sergey Vdovin (RUS)     | 29e              |
| 94                    | Kirill Sveshnikov (RUS) | NP-1             |
| 95                    | Alexey Rybalkin (RUS)   | 15e              |
| 96                    | Vasily Neustroev (RUS)  | 54e              |
| 97                    | Sergey Shilov (RUS)     | 12e              |
| 98                    | Dmitriy Sokolov (RUS)   | 10e              |
| Directeur sportif : ? |                         |                  |

| Inteja-MMR Dominican DCT | Inteja-MMR Dominican DCT  | Inteja-MMR Dominican DCT |
| ------------------------ | ------------------------- | ------------------------ |
| Num                      | Coureur                   | Pos                      |
| 101                      | Diego Milán (DOM) (Route) | NP-1                     |
| 102                      | Adderlyn Cruz (DOM)       | 65e                      |
| 103                      | Joaquín Sobrino (ESP)     | AB-1                     |
| 104                      | Jonathan Sarmiento (COL)  | AB-1                     |
| 105                      | Rubén Menéndez (ESP)      | 45e                      |
| 106                      | Juan José Cueto (DOM)     | 68e                      |
| 107                      | Israel Nuño (ESP)         | AB-2                     |
| 108                      | William Guzmán (DOM)      | AB-1                     |
| Directeur sportif : ?    |                           |                          |